# 내성초등학교 (경북)
내성초등학교(乃城初等學校)는 대한민국 경상북도 봉화군에 있는 공립 초등학교이다.

## 학교 연혁
- 1957년 12월 26일: 학교설립인가
- 1958년 4월 1일: 개교

## 참고 자료
- 내성초등학교 - 한국교육학술정보원 학교알리미